# Stalingrad (jeu vidéo, 2005)
Pour les articles homonymes, voir Stalingrad (homonymie).
Pour le jeu vidéo de 1988, voir Stalingrad (jeu vidéo, 1988).
Stalingrad ou Great Battles of WWII: Stalingrad est un jeu de tactique en temps réel pour Windows développé par la société russe DTF Games et édité par BlackBean Games & 1C Company. Le jeu, sorti en 2005, utilise le même moteur graphique que Blitzkrieg premier du nom (Enigma Engine).

## Système de jeu
Comme son nom l'indique, le jeu se focalise sur la bataille de Stalingrad de 1942 et propose deux campagnes : l'une allemande dans laquelle le joueur commande la 6e armée allemande et l'autre soviétique où le joueur commande l'Armée rouge. Pas moins de 36 missions sont proposées, auxquelles s'ajoutent 7 missions bonus si le joueur parvient à remplir certains objectifs des cartes précédentes. Les cartes du jeu sont de fidèles reproduction de la bataille (le silo à grain, l'usine métallurgique Octobre rouge...).
Par rapport à Blitzkrieg, Stalingrad met l'accent sur le réalisme : si les tirs d'artillerie sont moins précis, leur portée est en revanche plus grande. Le jeu comprend plus de 150 unités dont l'obusier soviétique de 203 mm M1931 et le chasseur de chars lourd allemand expérimental Sturer Emil. Par ailleurs, le joueur ne dispose pas d'unités de base. Au lieu de cela, Stalingrad privilégie l'expérience de combat (régiments épuisés et unités vétérans dans les cartes ultérieures des campagnes).

## Accueil
| Stalingrad    |      |       |
| Média         | Pays | Notes |
| Canard PC     | FR   | 5/10  |
| Jeuxvideo.com | FR   | 10/20 |
| Jeuxvideo.fr  | FR   | 12/20 |
| Joystick      | FR   | 5/10  |